# Bridge of Logie
Die Bridge of Logie ist eine Straßenbrücke nahe der schottischen Ortschaft Forres in der Council Area Moray. 1971 wurde das Bauwerk in die schottischen Denkmallisten in der Denkmalkategorie B aufgenommen.

## Geschichte
Die Bridge of Logie wurde vermutlich im Jahre 1783 fertiggestellt. Im Rahmen einer Instandsetzung wurden gusseiserne Verstärkungen eingesetzt. Dem verheerenden Hochwasser mehrerer Flüsse in Moray im August 1829 fielen auch verschiedene Brücken zum Opfer. Der Bogen der Bridge of Logie war Berichten zufolge zu zwei Dritteln mit Wasser gefüllt, widerstand jedoch den Wassermassen.

## Beschreibung
Der Mauerwerksviadukt überspannt den Divie wenige hundert Meter vor dessen Mündung in den Findhorn. Er befindet sich in einer dünn besiedelten Region Morays. Die nächstgelegene größere Ortschaft ist das neun Kilometer nördlich befindliche Forres. Benannt ist die Brücke nach dem nahegelegenen Weiler Logie.
Das Mauerwerk der hohen Segmentbogenbrücke besteht aus grob zu Quadern behauenem Bruchstein. Die Bridge of Logie überspannt den Divie mit einem ausgemauerten Bogen. Als Widerlager dient auf beiden Seiten anstehender Fels. Die Bogenspanne wird mit etwa 18,3 Metern angegeben, während eine Höhe von etwa 7,3 Metern verzeichnet ist. Flache Bruchsteinbrüstung begrenzen beidseitig die schmale Fahrbahn der bei Carrbridge von der A938 abzweigenden und rund einen Kilometer nordöstlich in der A940 aufgehenden B9007, welche sie über den Divie führt.
Neben der Bantrach Bridge, der Bridge of Divie und dem Edinkillie Railway Viaduct ist die Bridge of Logie eine von vier denkmalgeschützten Brücken über den 19 Kilometer langen Fluss.